# コモンカスベ

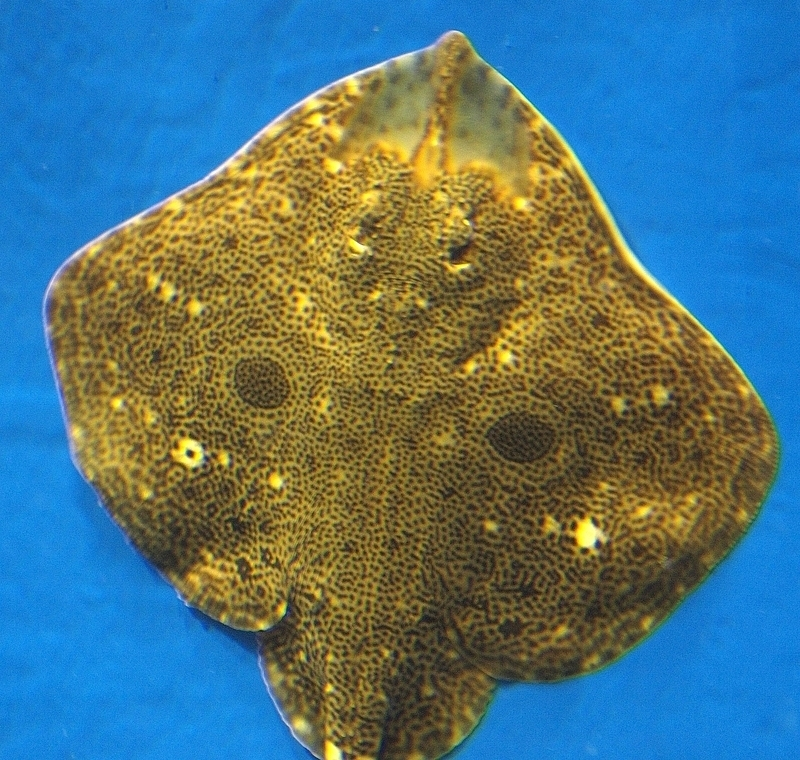
コモンカスベ

コモンカスベ（Okamejei kenojei 小紋糟倍)は、ガンギエイ目コモンカスベ属のエイ。
食用。
VULNERABLE (IUCN Red List Ver. 3.1 (2001))

## 解説
細かいベージュの斑文が、伝統着物柄の小紋に似ているため、この名が付いたが、コモンスケイトではない。 古くから、ドバカスベとも言われていた。 
背中にはとげがあり、切り傷を負う。 吻の軟骨はやや硬くて容易に折り曲がらない。体盤に細かい褐色の黒点がなく、裏面（腹面）の暗色部分が広く、尾の皮褶はいちばん後ろの尾鰭の中央より少し後ろまで伸びる。

## 分布
北海道〜鹿児島湾の日本海・東シナ海、北海道〜豊後水道、瀬戸内海、有明海。朝鮮半島、中国渤海、黄海、台湾、香港。

## 食用
煮付けや干し物にもできるが、臭みがある。調理時、尾は危険なので、切り取ったほうがいい。

## 参考
- https://www.zukan-bouz.com/syu/コモンカスベ